# Karel De Baere
Karel De Baere, né le 5 février 1925 à Saint-Nicolas et mort le 9 octobre 1985 à Saint-Nicolas, est un coureur cycliste belge. Professionnel de 1945 à 1959, il a notamment remporté le Circuit Het Volk, ainsi que le Grand Prix de clôture à deux reprises.

## Palmarès
- 1943
  - 2e du championnat de Belgique sur route juniors
- 1944
  - Circuit des régions flamandes
- 1945
  - Grand Prix de la ville de Zottegem
- 1946
  - Omloop van de Kempen
  - 2e de la Coupe Sels
- 1949
  - 2e du Grand Prix Beeckman-De Caluwé
  - 3e de Paris-Saint-Étienne
- 1950
  - Flèche halloise
  - 3e de Paris-Bruxelles
- 1951
  - Grand Prix du 1er mai
  - 2e du Circuit des Trois Provinces (Avelgem)
  - 3e du Tour de Flandre Occidentale
- 1952
  - Circuit Mandel-Lys-Escaut
  - Anvers-Liège-Anvers
  - 2e du Grand Prix de l'Escaut
  - 2e du Tour du Hainaut
  - 2e du Tour du Limbourg
  - 2e du Circuit des Ardennes flamandes - Ichtegem
  - 2e du Tour d'Hesbaye
  - 3e d'À travers la Belgique
  - 3e de Vaux-Poperinge
  - 4e de Paris-Bruxelles
  - 7e de Paris-Tours
- 1953
  - Roubaix-Huy
  - Trois villes sœurs
  - Grote Prijs Dr. Eugeen Roggeman
  - 3e du Grand Prix de clôture
  - 3e du Grand Prix de l'Escaut
  - 3e du Grand Prix Beeckman-De Caluwé
- 1954
  - Circuit Het Volk
  - 2e du Grand Prix de la ville de Zottegem
  - 3e du Championnat des Flandres
  - 3e du Circuit des Trois Provinces (Avelgem)
- 1955
  - Grand Prix de clôture
  - Tour des onze villes
  - 2e d'Anvers-Liège-Anvers
  - 2e du Grote Prijs Dr. Eugeen Roggeman
  - 5e du Tour des Flandres
- 1957
  - Anvers-Liège-Anvers
  - Grote Prijs Dr. Eugeen Roggeman
  - 2e d'Anvers-Gand
  - 3e du Circuit de la vallée de la Lys
  - 3e du Grand Prix de clôture
- 1958
  - 1rea étape des Trois Jours d'Anvers (contre-la-montre par équipes)
  - Grand Prix de clôture
  - 2e de Kuurne-Bruxelles-Kuurne
  - 2e du Grand Prix Raf Jonckheere
  - 2e du Grand Prix Beeckman-De Caluwé
  - 3e du Grand Prix Flandria
  - 3e d'Anvers-Liège-Anvers